# Ognen Cove
Die Ognen Cove (bulgarisch залив Огнен saliw Ognen) ist eine 2,8 km breite und 1,55 km lange Bucht an der Davis-Küste des Grahamlands im Norden der Antarktischen Halbinsel. Sie ist Teil der Charcot-Bucht und liegt westlich des Nikyup Point.
Der Rückzug des Andrew-Gletschers in der zweiten Hälfte des 20. Jahrhunderts legte sie frei. Deutsche und britische Wissenschaftler nahmen 1996 ihre Kartierung vor. Die bulgarische Kommission für Antarktische Geographische Namen benannte sie 2016 nach der Ortschaft Ognen im Südosten Bulgariens.